# Półwysep Burgaski

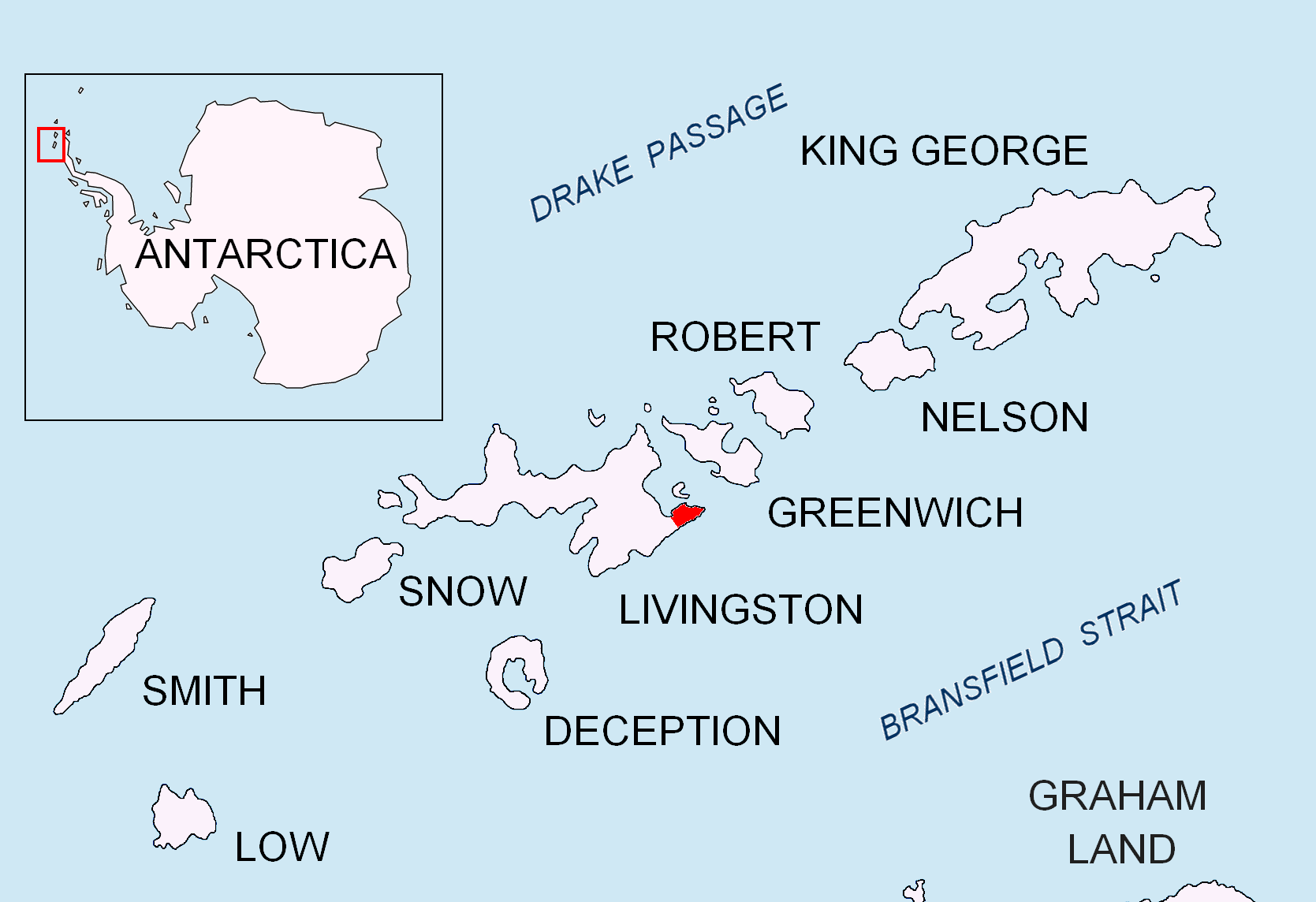
Półwysep Burgas na mapie Antarktydy.

Półwysep Burgaski – półwysep przeważnie pokryty lodem, na wyspie Livingstona, w archipelagu Szetlandów Południowych w Antarktyce, rozciągający się na 10 km w kierunku wschód-północny w kierunku Renier Point i 4,7 km szerokości. Graniczy z Bruix Cove, Moon Bay i Mugla Passage na północy i z Cieśniną Bransfielda na południowym wschodzie. Na półwyspie znajduje się Grzbiet Delczewa w górach Tangra.

## Pochodzenie nazwy
Półwysep Burgas został nazwany na cześć bułgarskiego miasta Burgas i w związku z firmą Ocean Fisheries – Burgas, których statki kursowały na wodach Georgii Południowej, Kerguelena, Południowych Orkadów, Szetlandów Południowych i Półwyspu Antarktycznego od 1970 do wczesnych lat 90. Bułgarscy rybacy wraz z rybakami ze ZSSR, Polski i Niemiec Wschodnich są pionierami w rybołówstwie antarktycznym.

## Lokacja
Półwysep znajduje się na 62°37′40″S 59°54′00″W/-62,627778 -59,900000.